# Pascal of Bollywood
 (août 2024).
Si vous disposez d'ouvrages ou d'articles de référence ou si vous connaissez des sites web de qualité traitant du thème abordé ici, merci de compléter l'article en donnant les références utiles à sa vérifiabilité et en les liant à la section « Notes et références ».
Pascal of Bollywood, de son vrai nom Pascal Héni, est un chanteur français ayant acquis une notoriété en Inde, car il est le premier occidental à avoir réinterprété les chansons du cinéma indien aussi bien en hindî, qu’en tamoul ou en bengalî.

## Biographie
Pascal Héni, né à Paris en 1963, est comédien et chanteur. Son parcours artistique commence dès l’âge de 15 ans par des cours d’art dramatique et une expérience théâtrale et cinématographique qui durera une dizaine d’années. Très vite, la musique le prend mais il garde toujours son âme d’acteur. Après plusieurs spectacles, compositions, projets personnels, aussi diversifiés qu’originaux, il se fait connaître du grand public en 2004 avec une passion très ancienne qu’il a pour les chansons du cinéma indien sous le pseudonyme de « Pascal of Bollywood ».
Pascal Héni découvre par hasard, dans les années 1980, la musique populaire indienne en achetant une cassette de chansons de films de Bollywood sur un marché du "little india" de Kuala Lumpur en Malaisie. Fasciné par ce qu’il entend, il découvre tous les grands chanteurs indiens et particulièrement Kishore Kumar. Ne comprenant pas les paroles, il se met à étudier, dès son retour en France, la prononciation de plusieurs langues indiennes, avec l’aide d’un professeur de l'Inalco, Usha Shastry. Il travaille également son accent et les inflexions si particulières du chant indien.
En 2001, enfin prêt, il part en Inde où il chante des standards du répertoire populaire indien et très vite, le succès est au rendez-vous. Après avoir parcouru toute l’Inde en tournée, il enregistre son premier album consacré à cet univers Bollywoodien avec un grand orchestre de Bombay. Le très célèbre compositeur Pyarelal Sharma du duo Laxmikant Pyarelal, en a pris la direction musicale. Parmi ses coéquipiers qui ont participé à cette aventure indienne : Eric Dufaure (Beluga Productions), responsable du management de l'artiste, et Laurent Guéneau, ingénieur du son. L’album Pascal of Bollywood (Naïve Records) est sorti en France en octobre 2004 et a été suivi de nombreux concerts à travers le monde. Parmi les chansons sur son album figure une reprise en mode Bollywood de la chanson « La vie en rose » interprétée en duo avec la chanteuse indienne Shreya Ghoshal.
Célèbre en Inde[réf. nécessaire] revient en Europe en tournée afin de faire découvrir cet univers peu connu en Occident. Précurseur en la matière, il contribue fortement à l'essor de Bollywood en France et en Europe.
En 2009, Pascal redevenu Héni pour un album intitulé "Retour au nom de jeune homme", chante à nouveau en français ses propres compositions aux vibrations forcément orientales. Trois jeunes arrangeurs indiens – venant chacun d’une région différente – et le légendaire Pyarelal qui avait déjà dirigé le précédent album, l'ont orchestré. Puis, Dominique Blanc-Francard s'est emparé de cette matière sonore et en a assuré la production franco-indienne.

## Discographie
- 1990 : N'êtes pas très bavard ce soir
- 1993 : La vie c'est mouvant
- 1997 : Casino des Trépassés
- 1998 : Paradiso, canto XXXIII
- 2000 : Hôtel de Bondeville
- 2002 : Concerts Evolutifs
- 2003 : Zindagi ek safar hai suhana
- 2004 : Pascal of Bollywood
- 2005 : Les Amours Jaunes
- 2007 : Folies Musicales
- 2009 : Retour au nom de jeune homme
- 2010 : Pascal of Massilia
- 2011 : Purgatorio, canto XVII
- 2011 : An Evening in Paris Remix

## Compilations
- 2004 : Indomania par Béatrice Ardisson (France)
- 2005 : The best of par Claude Challe (France)
- 2005 : High Society, Amor" (Italie)
- 2006 : City hippy par Pathaan (Angleterre)
- 2007 : Francophonic GM record (Pologne)
- 2007 : Musique fantastique par DJ Guuzbourg (Hollande)
- 2008 : Various Kampengrooves 2" (Angleterre)
- 2008 : Cafe Latino Vol.6 a Special Night Lounge
- 2009 : Love from Jaipur par Béatrice Ardisson (France)
- 2011 : Original Chill Lounge Session
- 2013 : Montecarlo Nights New Classics Vol.6 (Italie)